# Virgin Unite
Virgin Unite est une association caritative du Virgin Group dirigé par Richard Branson.
Fondée en 1987 sous le nom de The Virgin Healthcare Foundation, elle fut renommée Virgin Unite en 2004.
Virgin Unite est le nom sous lequel opère The Virgin Foundation, la branche caritative du groupe Virgin. Créé par Richard Branson et des employés de Virgin en septembre 2004, Virgin Unite déploie des efforts volontaires dans tout le groupe Virgin et ses centaines de filiales, et a engagé des partenariats avec plus d’une douzaine d’autres œuvres à travers le monde. L’organisation assiste aussi des actions humanitaires de base à plus petite échelle grâce à Internet, en mettant en contact donneurs et humanitaires.
Le but principal de la fondation est d’accompagner le développement économique par des changements sociaux durables, en particulier à travers la lutte contre ce que Virgin Unite appelle The Big 3 : le SIDA (VIH), la malaria (paludisme), et la tuberculose.  R. Branson et Virgin prennent en charge l’intégralité des coûts de fonctionnement de l’organisation, c’est pourquoi la totalité des dons est consacrée à ces causes.

## Histoire

### Origines de la fondation (1987)
Le Syndrome de l’Immuno-Déficience Acquise humaine (SIDA) a été découvert le 5 juin 1981. En 1986, Anthony Fauci, immunologiste, déclare au New York Times qu’« en 1996, 3 à 4 millions d’Américains seront séropositifs, et un million aura été tué par le SIDA ». En réponse à ces alertes, le 3 août 1987 est créé ce qui deviendra plus tard Virgin Unite, pour soutenir la recherche et l’éducation, dans le cadre de la lutte contre le SIDA. En juillet 1988, les objectifs de l’organisation caritative se sont étendus à la lutte contre la pauvreté et le secours des malades.

### Virgin Unite (2004)
En 2003, une réflexion est lancée au sein de la fondation, qui se cherche d’autres buts. Après six mois de discussions avec différents acteurs sociaux, avec les fournisseurs et les partenaires de Virgin, et avec de nombreux membres du personnel du groupe Virgin en Afrique du Sud, Australie, aux États-Unis et au Royaume-Uni, il est ressorti que beaucoup de ceux, entreprises comme particuliers, qui étaient intéressés par des activités philanthropiques étaient découragés par la complexité du secteur caritatif. La fondation a alors décidé d’utiliser l’expérience entrepreneuriale et organisationnelle du groupe Virgin afin d’identifier les meilleures pratiques dans ce secteur et de faciliter l’entrée de nouveaux participants.
Entre 1987 et 2004, Virgin Unite a opéré sous le nom de The Healthcare Foundation, puis de The Virgin Healthcare Foundation. À la mi-septembre 2004, Virgin enregistra sa filiale The Virgin Foundation doing business as Virgin Unite au Royaume-Uni, avec pour but de coordonner toutes les actions caritatives de Virgin à travers le monde. En citant l’extension du VIH en Afrique et les deux malédictions que sont la malaria et la malnutrition comme étant les deux premiers problèmes sur lesquels portera l’attention de R. Branson, celui-ci explique les raisons qui l’ont poussé à créer Virgin Unite :

« I've reached the age [54] where I've made a lot of money, the companies are going really well and we've got a lot of talented people working for us. Now we are going to turn our business skills into tackling issues around the world where we can help. ... In the next 30 years or so I can make an enormous difference to a lot of people's lives just by using the strength of my own brand name and being able to pick up the phone and get through to the president of Nigeria or Thabo Mbeki. We have the financial resources and the business know-how. If the Virgin foundation works as I hope it will, it could be that Virgin becomes better known for that than for the businesses we are in. »

## Activités
Virgin Unite est engagée dans plusieurs actions, dont la lutte contre la fistule obstétricale, la sensibilisation de la jeunesse au SIDA, et a aidé à l’organisation d’une collecte de vêtements pour la jeunesse à risque et sans domicile, dans les Virgin Mégastores et en coopération avec l’organisation caritative StandUp for Kids. Une des principales activités de Virgin Unite est de lever des fonds et de sensibiliser le public pour lutter à grande échelle contre ce que la fondation appelle The Big 3 : SIDA, malaria et tuberculose. Aux États-Unis, Virgin Unite concentre son action sur la lutte contre le réchauffement climatique et l’aide aux enfants sans domicile. Elle soutient notamment la Commission globale en matière de drogue, dont le but majeur est de dépénaliser le commerce des drogues au niveau mondial.